# Temp (tidsskrift)
 For alternative betydninger, se Temp. (Se også artikler, som begynder med Temp)
Temp er et dansk tidsskrift for historisk forskning, der blev startet op i 2010 som en sammenlægning af tre veletablerede tidsskrifter: Den jyske Historiker, Historie samt Nyt fra Historien. Tidsskriftet har allerede etableret sig som et vigtigt forum for historisk forskning i Danmark, og tidsskriftet har bragt artikler produceret på alle Danmarks universiteter samt et antal udenlandske bidrag. Professor Thorsten Borring Olesen har påpeget, at kravet om såkaldt open access er en af årsagerne til, at tidsskriftet blev startet.